# Lac-Jacques-Cartier
Pour les articles homonymes, voir Jacques Cartier (homonymie).
Lac-Jacques-Cartier est un territoire non organisé situé dans la municipalité régionale de comté de La Côte-de-Beaupré, dans la région administrative de la Capitale-Nationale, au Québec.

## Toponymie
Lac-Jacques-Cartier est nommé en référence au lac Jacques-Cartier. Ce lac d'une longueur de 9,2 km est un des plus imposants du territoire et se situe approximativement au centre géographique de celui-ci.

## Géographie
La superficie totale de Lac-Jacques-Cartier est de 4 310 km2. Le relief du territoire est caractérisé par le massif du lac Jacques-Cartier, la partie la plus élevée de la chaîne de montagnes des Laurentides, soit entre 500 et 1000 mètres. Au sud-est de Lac-Jacques-Cartier se trouve le mont Raoul-Blanchard (1 181 m), plus haut sommet des Laurentides et 7e du Québec. Par ailleurs, le territoire est quadrillé de centaines de lacs glaciaires et traversé par de nombreuses rivières dont la Jacques-Cartier qui, à partir du lac Nadreau dans le centre-est, traverse le territoire vers le sud-ouest. À partir du lac Brassoit, dans le nord-ouest, la rivière Jacques-Cartier Nord-Ouest coule vers le sud-ouest jusqu'à sa confluence avec la rivière Jacques-Cartier. 
La rivière Moncouche traverse la pointe nord-ouest en coulant vers le sud-ouest jusqu'à sa confluence avec la rivière Métabetchouane qui coule vers le nord-ouest. À partir du lac Deschênes, dans le nord-ouest, la rivière Métascouac coule vers le sud-ouest jusqu'à sa confluence avec la rivière Métabetchouane. La rivière Pikauba traverse le nord-est du territoire vers le sud-est. À partir du lac Montmorency, dans le centre-est, la rivière Montmorency coule vers le sud.
À partir du lac Fourchu, dans le sud-est, la rivière Brulé coule vers le sud jusqu'à sa confluence avec la rivière Sainte-Anne qui délimite le sud-est du territoire en coulant vers le sud-ouest.

## Transports
La région est traversée par la route 175, un lien autoroutier reliant la ville de Québec à Saguenay. Tout au long de cette route se trouve différents accès à des routes forestières menant à différents lieux de villégiature.
En raison de l'isolement du territoire, un relais routier, L'Étape, se trouve à mi-chemin entre les deux villes.

## Démographie
| 1991 | 1996 | 2001 | 2006 | 2011 | 2016 |
| ---- | ---- | ---- | ---- | ---- | ---- |
| 3    | 0    | 0    | 0    | 0    | 0    |

## Énergie
Les travaux de construction d'un parc éolien de 365 MW dans la Seigneurie de Beaupré, située près de la limite sud du territoire, ont débuté en juin 2011. La phase I du projet de Boralex en association avec Gaz Métro dans le cadre des appels d'offres d'Hydro-Québec de 2005, a été mise en service en totalité le 11 décembre 2013. La deuxième phase de 68 MW devrait être mise en service à la fin de 2014.

## Attraits
Lac-Jacques-Cartier est principalement un lieu de récréation et de préservation de l'environnement. La Société des établissements de plein air du Québec y gère deux vastes sites :
- Le parc national de la Jacques-Cartier, dont l'entrée principale se trouve dans la municipalité adjacente de Stoneham-et-Tewkesbury.
- La réserve faunique des Laurentides
  - Camp Mercier

On y trouve également la Forêt Montmorency, une forêt expérimentale gérée par l'Université Laval.